# Dragan Kapičić
Dragan Kapicic (en serbio: Драган Капичић) fue un jugador de baloncesto serbio. (Belgrado, RFS Yugoslavia, 7 de agosto de 1948-Belgrado, 24 de junio de 2024) Consiguió cinco medallas en competiciones internacionales con Yugoslavia.